# Tripanosomiaza africană

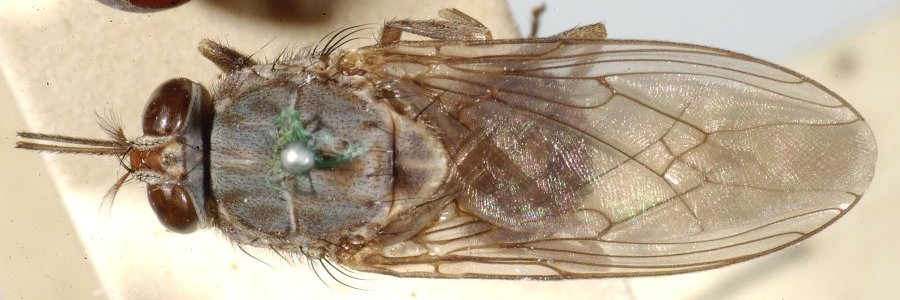
Musca țețe

Tripanosomiaza africană sau boala somnului este o boală parazitară care afectează oamenii și animalele. Este provocată de un parazit din specia Trypanosoma brucei. Există două subspecii ale speciei Trypanosoma brucei care produc infecții la om: Trypanosoma brucei gambiense (T.b.g.) și Trypanosoma brucei rhodesiense (T.b.r.). T.b.g. este cauza a peste 98% din cazurile raportate. Ambele varietăți se transmit de obicei prin mușcătura unei muște țețe infectate și sunt mai frecvente în zonele rurale.
La început, în primul stadiu al bolii, pacientul prezintă febră, cefalee, prurit și dureri articulare. Acestea apar în interval de 1-3 săptămâni de la mușcătură. 
Ulterior, în interval de câteva săptămâni sau luni, se declanșează al doilea stadiu, cu confuzie, coordonare deficitară, amorțeală și insomnie. Diagnosticul se stabilește prin identificarea parazitului într-un frotiu de sânge sau în lichidul dintr-un ganglion limfatic. Frecvent este necesară o puncție lombară pentru a se determina dacă boala este în primul sau în al doilea stadiu.

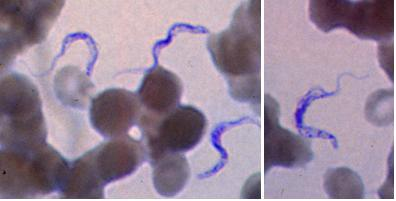
Trypanosoma brucei sub microscop, colorat cu Giemsa

Prevenția îmbolnăvirilor severe implică screeningul populației expuse riscului, prin efectuarea analizelor de sânge pentru depistarea T.b.g. Tratamentul se realizează mai ușor dacă boala este detectată precoce, înainte de apariția simptomelor neurologice. Tratamentul pentru primul stadiu al bolii constă în administrarea de pentamidină sau suramină. În tratamentul celui de-al doilea stadiu se folosește eflornitină sau nifurtimox în asociere cu eflornitină pentru T.b.g. Deși medicamentul melarsoprol acționează asupra ambelor varietăți, se utilizează de obicei numai pentru T.b.r., din cauza reacțiilor adverse grave.
Boala apare cu regularitate în unele regiuni din Africa Subsahariană, iar populația expusă riscului este de aproximativ 70 de milioane de oameni din 36 de țări.  Conform datelor valabile în 2010, boala provocase circa 9 000 de decese, ceea ce reprezintă o scădere în comparație cu 34 000, câte erau în 1990. Numărul estimat de persoane infectate în prezent este de 30 000, dintre care 7 000 de cazuri noi de infecție s-au produs în 2012. Peste 80% dintre aceste cazuri se află în Republica Congo. În istoria recentă au avut loc trei epidemii majore: una care a durat din 1896 până în 1906 și a fost localizată preponderent în Uganda și bazinul fluviului Congo și două în 1920 și 1970, în mai multe țări africane. Alte animale, de exemplu bovinele, pot fi purtătoare ale bolii și pot contracta infecția.